# Finório MacScroque
Finório MacScroque é um personagem fictício do Universo Disney.
É um inimigo do Tio Patinhas sendo que este quase perdeu sua fortuna graças a uma dívida antiga. Seu ancestral Patif MacScroque foi o responsável pela perda da fortuna do Capitão MacPatinhas em 1776.

## Nomes em outros idiomas
- Alemão: Schubiack
- Dinamarquês: Sten Krævenberg
- Espanhol: Vivo McSue
- Finlandês: Lipi Luikuri
- Francês: Arnach McChicane
- Grego: Πατ Μακ Ο' Μπιν
- Holandês: Gluiper McSchobbejak
- Inglês: Chisel McSue
- Italiano: Truffo de Arpagoni
- Norueguês: Stein McFlint
- Polonês: McZaduf